# Simonetta Sommaruga
Simonetta Sommaruga (ur. 14 maja 1960 w Zug) – szwajcarska polityk, deputowana do Rady Narodowej w latach 1999–2003 oraz do Rady Kantonów od 2003 do 2010. Członek szwajcarskiej Rady Federalnej od 1 listopada 2010 do 1 stycznia 2023. Wiceprezydent Szwajcarii w 2014 i 2019. Prezydent Konfederacji Szwajcarskiej w 2015 i 2020.

## Życiorys
Simonetta Sommaruga urodziła się w 1960 w Zug. Wychowała się w Sins w kantonie Argowia razem z dwoma braćmi i siostrą. Jej ojciec był dyrektorem w firmie Lonza AG. W 1980 zdała maturę w Gimnazjum Bethlehem w Immensee w kantonie Schwyz. Następnie od 1980 do 1983 kształciła się jako pianistka w Konserwatorium w Lucernie oraz w szkołach w Kalifornii i w Rzymie (1983–1984).
Po studiach, od 1985 do 1994 koncertowała w kraju, nauczała w Konserwatorium i Seminarium kantonu Fryburg oraz pracowała jako organistka w kościele Św. Jana we Fryburgu. W latach 1980–1994 pracowała w ośrodku dla kobiet-ofiar przemocy domowej we Fryburgu. W latach 1988–1991 studiowała literaturę angielską i hiszpańską na Uniwersytecie we Fryburgu.
Była członkinią bądź przewodniczyła wielu organizacjom. W latach 1993–1999 była dyrektorem Fundacji na rzecz Ochrony Konsumentów w Bernie. W latach 1996–2002 była członkinią Rady Fundacji Swissaid, a od 2003 do 2008 jej przewodniczącą. Z ramienia fundacji wizytowała jej projekty rozwojowe w Czadzie (2004), Nikaragui (2005), Indiach (2006) i Nigrze (2007). W 2002 została współprzewodniczącą Forum Muzyki i Kobiet. W 2008 stanęła na czele Rady Fundacji EQUAM. W 2009 weszła w skład Fundacji „Slow Food Suisse” oraz Rady Fundacji Bärenpark Bern, a w 2010 w skład Rady Administracyjnej Concret AG.
W 1986 wstąpiła do Socjaldemokratycznej Partii Szwajcarii (SP). W latach 1997–2005 zasiadała w radzie miejskiej Köniz w kantonie Berno. Od 6 grudnia 1999 do 30 listopada 2003 była deputowaną do Rady Narodowej z Berna. W parlamencie wchodziła w skład Komisji Ochrony Środowiska, Planowania i Energii. Od 1 grudnia 2003 do 31 października 2010 zasiadała Radzie Kantonów, wyższej izbie parlamentu, reprezentując w niej kanton Berno. W tym czasie była w niej przewodniczącą Komisji Gospodarki i Podatków, a także członkiem Komisji Ochrony Środowiska, Planowania i Energii oraz Komisji Polityki Zagranicznej.
22 września 2010 została wybrana przez obie izby parlamentu w skład Szwajcarskiej Rady Związkowej. Wymaganą większość głosów uzyskała w czwartej rundzie głosowania, pokonując w niej kandydata Szwajcarskiej Partii Ludowej Jean-François Rime’go (stosunkiem głosów 159 do 81). W trzeciej rundzie głosowania z rywalizacji odpadła jego partyjna koleżanka, Jacqueline Fehr. Po jej wyborze po raz pierwszy w historii większość miejsc w Szwajcarskiej Radzie Federalnej (4 z 7) obsadziły kobiety. Urząd objęła 1 listopada 2010, kiedy zastąpiła Moritza Leuenbergera, który swoją rezygnację zapowiedział już w lipcu 2010. Równocześnie stanęła na czele resortu sprawiedliwości i policji. 3 grudnia 2014 została wybrana na urząd prezydenta Szwajcarii, który objęła 1 stycznia 2015. Jej kandydaturę poparło 181 spośród 236 deputowanych. W grudniu 2018 w wyniku wyboru Ueliego Maurera na prezydenta Szwajcarii na 2019, została po raz drugi wybrana na wiceprezydenta.
11 grudnia 2019 głosami 186 na 200 deputowanych została wybrana na urząd prezydenta Szwajcarii, który objęła 1 stycznia 2020.
W listopadzie 2022 ogłosiła rezygnację z członkostwa Rady Związkowej, która weszła w życie z dniem 1 stycznia 2023 i zastąpiła ją Élisabeth Baume-Schneider.

## Życie prywatne
Jest zamężna z pisarzem Lukasem Hartmannem, ma troje dzieci. Mówi w językach: niemieckim, francuskim, angielskim, hiszpańskim i włoskim.